# Łucja Brzozowska
Łucja Brzozowska (primo voto Liucija Juzefovič) (ur. 15 kwietnia 1936 w Wilnie) – polska nauczycielka i dziennikarka. Działaczka na rzecz Polaków mieszkających na Litwie.

## Życiorys
Jest absolwentką polonistyki działającego w latach 1951–1963 dwuletniego Instytutu Nauczycielskiego w Nowej Wilejce oraz polonistyki ze specjalizacją języka i literatury rosyjskiej na Wileńskim Uniwersytecie Pedagogicznym.
Pierwsze lata pracy zawodowej poświęciła nauczycielstwu. W 1964 roku podjęła pracę jako dziennikarka na stanowisku kierowniczym w dziale szkół i młodzieży w Kurierze Wileńskim, gdzie m.in. prowadziła rubrykę Przecinek – w formie pogadanek dla dzieci na temat języka polskiego.
Przez 17 lat związana była z Olimpiadą Literatury i Języka Polskiego jako członek jury i jako dziennikarz sprawozdawca. W 1998 roku oficjalnie przeszła na emeryturę. Przez kolejne kilkanaście lat współpracowała z miesięcznikiem Magazyn Wileński, w którym prowadziła rubrykę Jego Wysokość Słowo w dziale Ojczyzna – polszczyzna. Zbiór jej felietonów z tego okresu, pod tytułem Zadziwiające Losy Wyrazów, ukazał się 10 grudnia 2015 roku.

## Odznaczenia i wyróżnienia
W 1999 roku otrzymała Medal Komisji Edukacji Narodowej za długoletnią wzorową pracę, w tym na rzecz upowszechniania idei Olimpiady Literatury i Języka Polskiego. Doceniona za swą pracę szeregiem dyplomów honorowych i dyplomów uznania przez Wspólnotę Polską, Ambasadę Polską, Ministerstwo Oświaty LR, Związek Dziennikarzy LR. W 2017 roku otrzymała Złoty Laur Akademii Mistrzów Mowy Polskiej.